# هرب الیوت
هرب الیوت (انگلیسی: Herb Elliott؛ زادهٔ ۲۵ فوریهٔ ۱۹۳۸) دونده اهل استرالیا است.
از افتخارات وی میتوان به کسب مدال طلا دو ۱۵۰۰ متر در بازی‌های المپیک تابستانی ۱۹۶۰ اشاره کرد.